# Cheval au Togo
Vous lisez un « bon article » labellisé en 2020.
La présence marginale du cheval au Togo découle de quelques élevages et d'une pratique de l'équitation représentés, à la fin du XIXe siècle et au début du XXe siècle, dans la région de Mango et dans le nord du pays actuel. Le cheval est alors présent sous l'impulsion des Tem, fondateurs d'un petit royaume appuyé sur l'usage du fusil et de la cavalerie. La diffusion du cheval dans le Sud se révèle beaucoup plus récente, l'élevage y étant fortement limité par la présence de la mouche tsé-tsé. Après des importations sporadiques de chevaux par les troupes coloniales allemandes puis françaises, un cadeau diplomatique du Niger, durant les années 1980, mène à la création du premier régiment de cavalerie honorifique togolais. L'usage du cheval de traction est toujours resté inconnu au Togo.
Avec une population chevaline d'environ 2 000 têtes, les pratiques équestres togolaises relèvent presque exclusivement de l'équitation d'apparat. Cette tradition est mise en valeur durant la fête d'Adossa, une cérémonie coutumière annuelle attirant environ 200 cavaliers dans la ville de Sokodé. Le cheval a aussi une certaine place dans les pratiques fétichistes togolaises. 

## Histoire
Le Togo n'est pas un pays à tradition équestre, il constitue en effet l'un des pays d'Afrique de l'Ouest qui ont négligé l'élevage équin. 

### Époque pré-coloniale
L'ouvrage de référence de Robin Law, The horse in West African history, paru en 1980 puis réédité avec ajouts en 2018 (en français : « Le cheval dans l'histoire d'Afrique de l'Ouest ») ne signale pas de présence du cheval sur les côtes togolaises durant la période pré-coloniale ; la situation à l'intérieur des terres reste méconnue jusqu'au XIXe siècle, en raison de l'absence de sources. Une autre difficulté est l'absence de grand royaume africain au Togo, lequel aurait pu susciter des écrits de la part de voyageurs.
Dans son Histoire des Togolais, Nicoué Ladjou Gayibor (maître-assistant à l'Université du Bénin) signale la pratique de l'équitation par les Koto-Koli (ou Tem) nomades établis près de l'actuelle ville de Sotouboua, près du fleuve Mono, à la fin du XIXe siècle. Il mentionne aussi le succès des Anoufo menés par Na Biema, qui créent un petit royaume autour de Mango à la même époque, après avoir soumis les autochtones. Il attribue ce succès à l'introduction du fusil et à l'usage du cheval, usage qu'ils ont peut-être appris au contact d'une tribu voisine, les Gondja ou les Mamproussi. En effet, d'après la thèse de Siriki Ouattara, les Anoufo de l'actuelle Côte d'Ivoire n'ont jamais connu l'usage du cheval.
Des mercenaires Djerma cavaliers, les sémassi, sont connus pour avoir opéré sur le territoire togolais pour le compte de marchands d'esclaves entre 1883 et 1887, après avoir été cooptés par les Tem : ils enlèvent des enfants sur les routes au niveau des monts du Fazao (ceb), ou plus au sud, et en placent jusqu'à 2 ou 3 sur un même cheval avant de s'enfuir.

### Observations d'Hugo Zöller en 1884

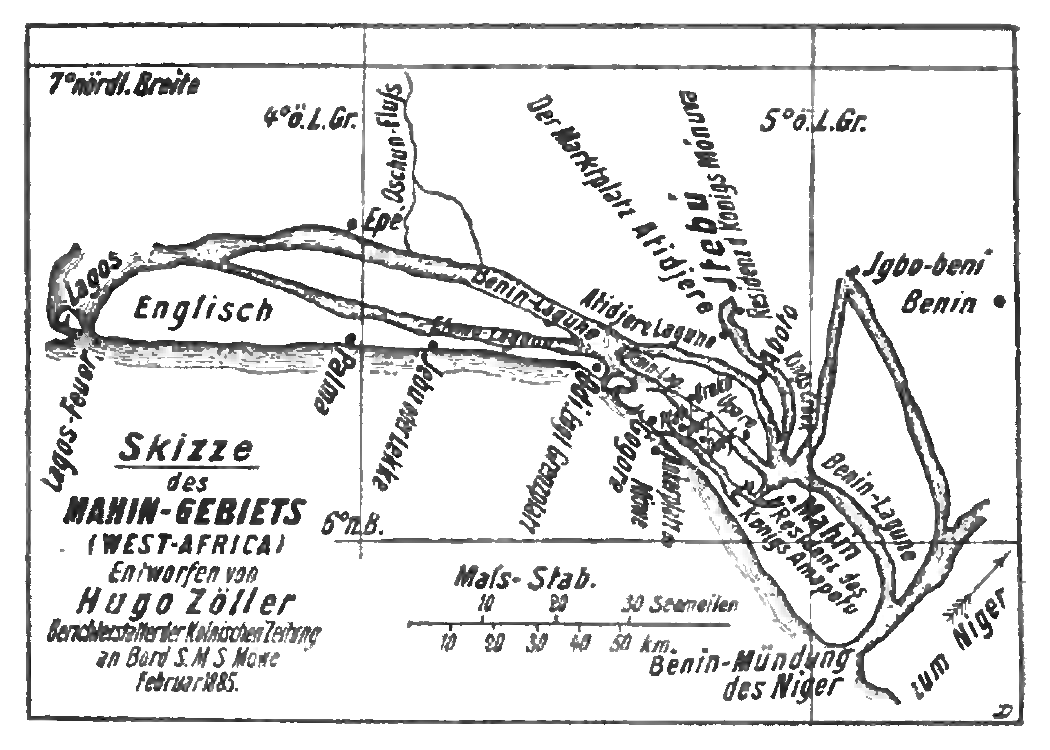
Trajet d'Hugo Zöller en Afrique de l'Ouest en 1884 et 1885, passant par le Bénin puis le Togo actuels.

L'explorateur et journaliste allemand Hugo Zöller, qui visite le Togo en 1884, y constate l'absence d'usage du cheval de bât (au contraire de ce qu'il a observé en Afrique du Nord), les marchandises étant essentiellement portées par des hommes. Dans les localités sous protectorat allemand qu'il visite, il signale qu'« On ne trouve ni bétail, ni chevaux. Nos animaux domestiques se réduisent ici aux cochons, moutons, chèvres, poulets et, de temps en temps, à des chiens maigrichons ».
En revanche, les Européens et les troupes coloniales font usage du cheval. Le consul Randad (consul du Togo en 1884) monte à cheval pour ses déplacements, notamment pour se rendre à un camp des Haoussas. D'après Hugo Zöller, la ville de Lomé (située sur la côte togolaise) ne dispose en 1884 que de deux chevaux, et celle de Baguida n'en a aucun. Il s'agit de poneys adaptés au climat local, achetés pour 200 ou 300 marks chacun, et exportés depuis le marché de Salaga, alors situé à dix jours de voyage, à l'intérieur des terres, en passant par Keta (tous deux situés dans le Ghana actuel). Ces deux chevaux sont nourris de maïs et d'une abondante végétation locale, poussant à un quart d'heure de leur écurie. Chacun de ces chevaux a un palefrenier personnel, l'un étant un jeune de l'ethnie Krou, l'autre un jeune Haoussa.
Le terrain togolais, en particulier lorsqu'il est composé de sentiers adaptés à la taille d'un homme, de sable, de vase bourbeuse, ou encore de très hautes herbes tranchantes, est rarement favorable aux déplacements à cheval, ces derniers étant réputés dangereux. La région des savanes offre une nourriture équine abondante.
Zöller signale enfin l'intérêt manifeste des habitants, en particulier des femmes, sur son passage et celui du consul, sans pouvoir déterminer si cet intérêt est dû à la présence inhabituelle du cheval dans cette région, ou à celle d'hommes blancs. À Agoè, il écrit que « l'apparition de nos chevaux fit presque plus sensation que notre propre présence. Ils étaient assaillis en permanence par un groupe de femmes et de jeunes filles qui ne cessaient de pousser des « enongto » (« Oh, que c'est joli ! ») ».

### De la Première Guerre mondiale à la fin de la période coloniale

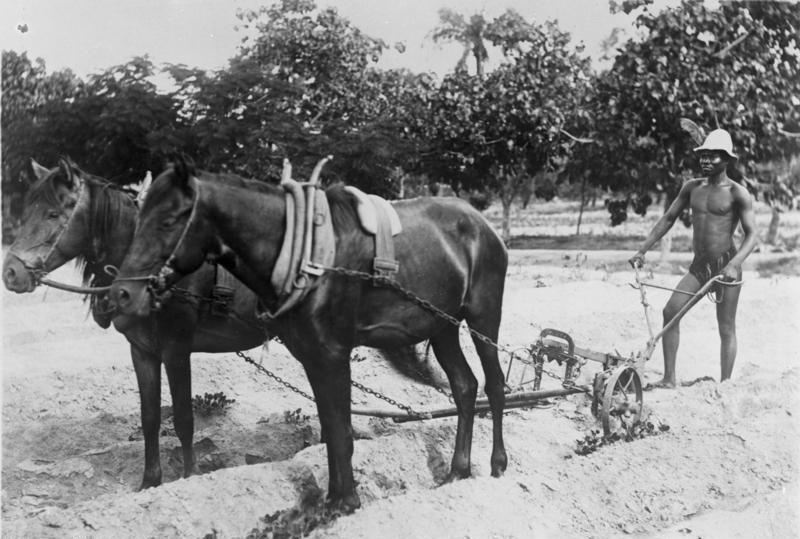
Labour au cheval en 1927. Archives fédérales allemandes.

La multiplication des armes à feu, ainsi que la disparition des royaumes africains et des petites chefferies qui vivaient autrefois du commerce des esclaves, entraîne un déclin global du nombre de chevaux en Afrique de l'Ouest : l'animal, autrefois atout militaire, devient l'apanage de chefs ou de marchands qui en font un symbole de leur puissance ou de leur richesse.
Durant la Première Guerre mondiale, Duranthon pénètre au Togo par le Nord avec 50 goumiers cavaliers peu armés, et parvient à en recruter d'autres sur place, pour chasser les Allemands, arrivant à un total de 170 cavaliers armés majoritairement de lances, pour une trentaine armés de fusils. 
En 1926, l'administration coloniale française décrit une pratique d'élevage équin dans le Nord du Togo, où est élevé un petit cheval très résistant et très rustique, dans de « bonnes conditions ». L'administration coloniale ne dénombre aucun cheval à Sokodé, mais signale la présence de 676 chevaux à Mango, un chiffre vraisemblablement sous-estimé car les habitants ont tendance à cacher leurs animaux. Jean Eugène Pierre Maroix décrit la présence, en 1938, d'un « cheval togolais de petite taille mais très résistant [qui] ne se rencontrait que dans le nord ». Cette observation est partagée par différents colons français au Togo durant les années 1930, l'un d'eux écrivant que les Mossis du nord togolais savent monter à cheval, alors que les ethnies du sud ignorent les chevaux. Des taxes sont appliquées aux chevaux qui entrent ou qui sortent des frontières du pays. 
En 1937, la statistique annuelle de recensement du bétail africain ne signale que 4 chevaux dans tout le Togo français. En 1943, L'Encyclopédie coloniale et maritime décrit un « petit cheval bien adapté au milieu, rappelant le poney du Logone », sous le nom de Kotocoli : il mesure de 1,10 m à 1,20 m.

### De l'indépendance à nos jours
Chez les Bassari du Nord du Togo, d'après Robert Cornevin (1962), « les chevaux sont fréquemment de peu d'apparence, mais sont résistants et par suite suffisent. Les gens paraissent être de bons cavaliers bien entraînés au maniement des armes ».
Le ladjo (chef coutumier musulman) reçoit traditionnellement un cheval lors de son investiture, qui a lieu à son domicile ; son cheval est abattu au moment de sa mort. Cette coutume faisant du cheval un symbole de la chefferie est plus particulièrement présente parmi l'ethnie des Kabyés. Seule une personne ayant une fonction publique importante, ou un pouvoir « investi par les ancêtres pour présider aux destinées d'un clan ou d'une tribu », pouvait posséder un cheval.
Dans les années 1980, la plupart des habitants de Lomé n'ont jamais vu de cheval de leur vie. L'implantation du cheval dans la capitale togolaise provient en partie du cadeau diplomatique d'une dizaine de petits animaux de la part du président nigérien Seyni Kountché à Gnassingbé Eyadéma. D'après le cavalier et éditeur français Jean-Louis Gouraud, cela donne naissance, durant les années 1980, au régiment de cavalerie togolais. L'élevage du cheval décline durant la seconde moitié su XXe siècle, avec une réduction d'un tiers du cheptel estimé entre 1977 (3 000) et 1989 (2 000). Certaines régions historiques d'élevage abandonnent totalement l'usage de cet animal, pour des raisons variées. À Mango et Dapaong, l'élevage entièrement motivé par la chasse perd tout intérêt à la création de périmètres protégés et de parcs nationaux dans lesquels les chasses sont interdites, ce qui pousse leurs propriétaires à revendre leurs chevaux de chasse au Bénin et au Ghana.
Tikpi Atchadam, opposant politique à la famille Gnassingbé au pouvoir, crée en 2014 le Parti national panafricain, avec pour symboles la couleur rouge et un cheval cabré, emblème guerrier Tem, un choix qu'il jutifie par « sa force, sa courtoisie et son élégance ». Dans ce contexte d'opposition politique, en 2018, la statue équestre d'un guerrier monté, à Kparatao, est criblée de balles durant un affrontement nocturne. En avril 2019, le président togolais Faure Gnassingbé reçoit un cheval blanc ainsi qu’un boubou de la part de cadres de la préfecture de Cinkassé à Timbu, pour qu’il remporte une « victoire propre et totale » aux élections présidentielles de 2020.

## Pratiques

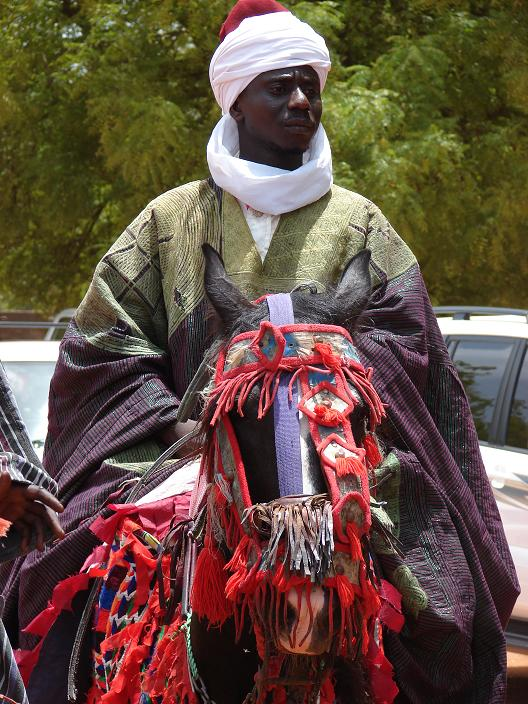
Cavalier costumé en guerrier sémassi durant la fête d'Adossa (ou fête des couteaux), à Sokodé.

Seuls les chevaux mâles entiers sont traditionnellement montés, les femelles étant réservées à la reproduction. Les pratiques équestres du Togo relèvent essentiellement de l'équitation de prestige et d'apparat. La plus connue des manifestations festives autour du cheval est la fête d'Adossa, ou fête des Couteaux, organisée chaque année à Sokodé. Plus grand rassemblement de chevaux du Togo, elle attire environ 200 cavaliers très richement caparaçonnés, parfois venus de régions fortement éloignées. Elle est aussi l'occasion de courses et de danses de chevaux.
Des personnalités peuvent être honorées par la présence d'un cheval, vu comme un animal de prestige. Shéyi Emmanuel Adébayor, footballeur attaquant togolais, a ainsi été porté sur un cheval à Sokodé.
Le cheval n'est perçu ni comme un animal de transport, ni comme un animal sportif, ni comme un animal de trait, bien qu'une récente prise de consciences de ses capacités physiques ait eu lieu. Il peut être monté pour des déplacements courants entre villages et pour rendre visite à des membres de sa famille ou à des fêtes. Il est aussi mis à profit pour le transport de l'eau ou de denrées alimentaires. Dans la région des savanes, il sert au transport des récoltes, des personnes, ou de diverses marchandises et de matériaux.
La traction hippomobile ne s'est jamais développée au Togo, malgré l'existence de cet usage dans des pays voisins. En l'absence d'une culture de transmission du dressage et de l'usage des animaux de trait, les cultivateurs locaux recourent préférentiellement à des véhicules motorisés. La viande de cheval est consommée par les populations locales, ces animaux étant, devenus vieux, souvent réformés par une vente à bas prix dans cet objectif.
En 1989, Jean-Louis Gouraud propose un circuit de tourisme équestre au Togo, suivant un axe Nord-Sud entre Lomé et Fazao. Quelques activités de randonnée équestre sur la plage togolaise sont possibles ; en 1968, il existait des promenades à cheval dans une cocoteraie. Le centre équestre « Hymane épique club » de Lomé propose différents sports équestres, et a organisé une découverte du horse-ball le 15 septembre 2019. Chaque 13 janvier, la fête nationale togolaise est l'occasion du défilé d'un régiment monté de 200 chevaux. Ce régiment défile aussi pour d'autres parades militaires. Il a une fonction dissuasive, permettant entre autres de disperser les manifestations.
Un usage marginal du cheval au Togo réside dans la production d'antivenin, des anticorps étant récoltés dans le sang de l'animal après qu'une faible dose de venin de serpent lui ait été injectée.

## Élevage

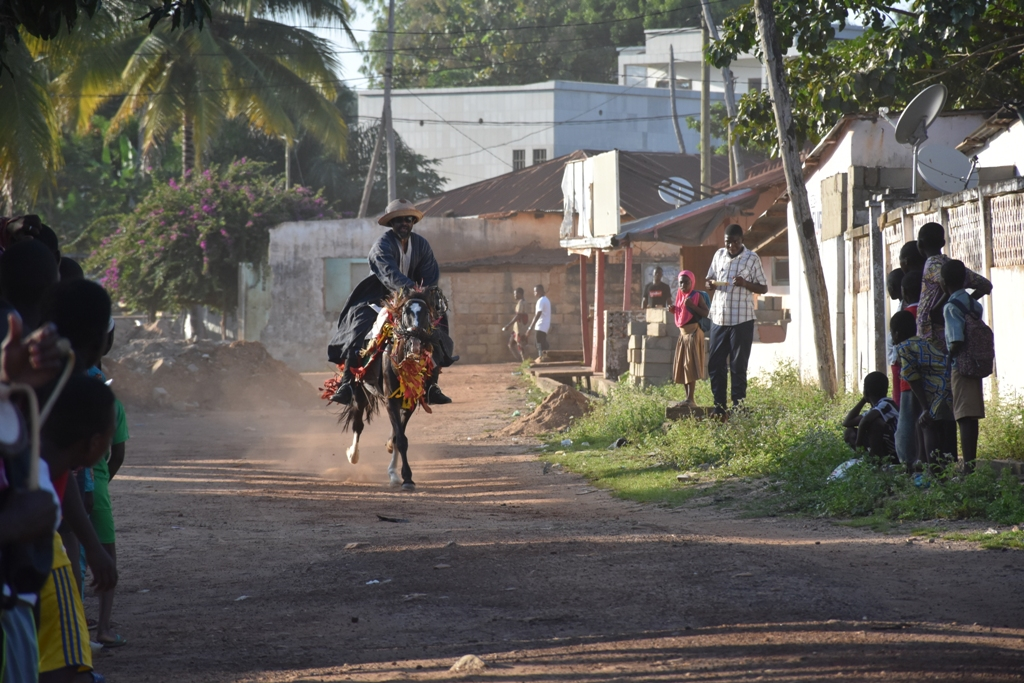
Cavalier Tem dans une rue de Sokodé.

L'élevage du cheval n'a jamais été une priorité des politiques togonaises. Dans le Togo moderne (1980), il se limite à l'extrême Nord du pays ; en 1991, il est pratiqué par des éleveurs privés ainsi que par l'État, de manière peu organisée, sans aucune structure de promotion. Les ethnies togolaises traditionnellement éleveuses de chevaux sont les Koto-Koli (ou Tem) et les Moba. La réticence à l'élevage de chevaux a des bases issues du culte des ancêtres : dans la ville musulmane de Bassar, les habitants Bassari justifient leur refus d'élever des chevaux par le fait que leurs ancêtres ont subi une défaite à cause de cet animal, monté par une tribu envahisseuse arrivée de l'Ouest.
L'élevage de chevaux est surtout pratiqué par des paysans, mais à très faible échelle comparativement à d'autres formes d'élevages. Les chefs de village possèdent généralement entre 1 et 5 chevaux ; les élevages plus importants relèvent d'initiatives privées à but commercial, telles que la ferme de « Bena développement ». Les écuries de l'État sont généralement mieux tenues et approvisionnées que celles des propriétaires privés ; ces derniers laissent pâturer leurs chevaux sur les herbages disponibles. De ce fait, les problèmes de sous-nutrition des chevaux sont fréquents, avec une absence de compléments minéraux et alimentaires. La reproduction du cheval est entièrement naturelle, et les juments poulinent sans recevoir de soins vétérinaires particuliers.

### Taille et répartition du cheptel

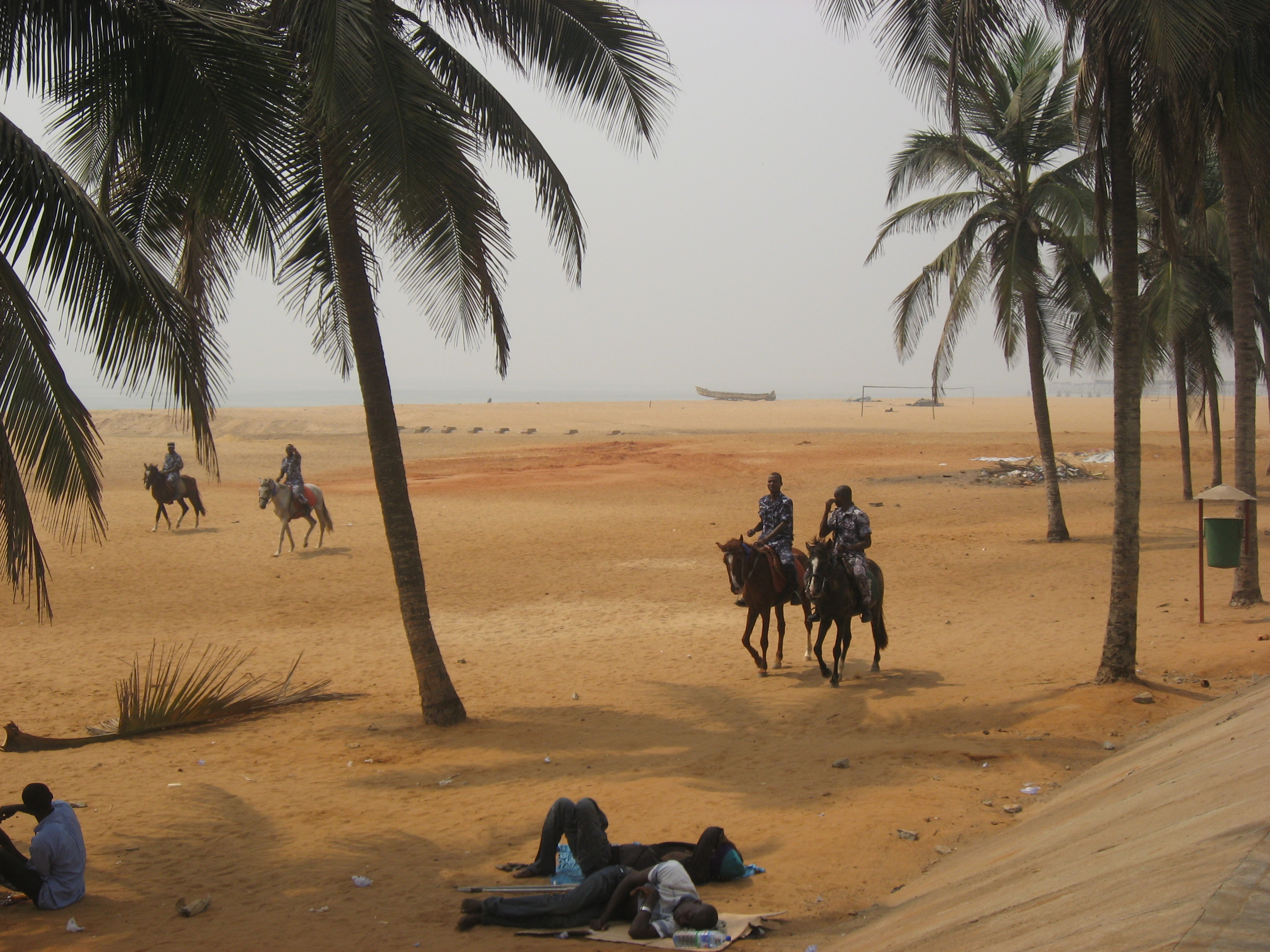
Cavaliers à Lomé

La population chevaline du Togo est restreinte à environ 2 000 individus d'après le guide Delachaux (2014) ; la thèse du Dr vétérinaire Donguila Belei cite aussi un cheptel de 2 000 chevaux, en 1991.
Des contraintes environnementales le limitent ; le Nord du pays est montagneux, le Sud dispose de terrains paturables vastes, mais envahis de parasites mortels pour les chevaux. Dans la région des savanes, au Nord, les éleveurs doivent gérer l'approvisionnement fourrager et la sécheresse. Les régions togolaises possédant le plus de chevaux en 1991 sont, dans l'ordre : la Kara, les savanes, la région maritime, la région des Plateaux (essentiellement grâce à l'implantation de la ferme « Bena développement »), puis la région centrale, disposant de moins de 15 chevaux, pour une répartition globalement très inégale. Des élevages se sont plus récemment implantés dans la région de Lomé. 
Kara et Pya hébergent la jumenterie de l'armée togolaise. Cette dernière, composée d'environ 200 chevaux en 1991, constitue le premier élevage équin de fait du pays, en dépit de contraintes diverses qui ont entraîné une réduction des effectifs animaliers. Les juments sont élevées à Kara, et les étalons à Bafilo.
Le centre équestre de Lomé détient à lui seul plus de 20 chevaux.

### Types de chevaux élevés
Belei et Gouraud signalent l'absence de race proprement togolaise. Jean-Louis Gouraud décrit des chevaux locaux assez petits et étriqués, avec des cuisses fluettes, dotés d'un profil de tête fortement busqué, avec une grande diversité de couleurs de robe.
Donguila Belei cite des chevaux issus de nombreux croisements et brassages entre le Barbe, le Dongola, l'Arabe, et des poneys.
Le guide Delachaux (2014) et l'ouvrage de référence de CAB International (2016) citent la race dite Koto-koli comme étant élevée dans le nord du Togo et au Bénin,. D'après Law, ce poney est élevé dans les montagnes du Nord du pays. D'après Jean-Louis Gouraud, les chevaux togolais proviennent essentiellement de pays voisins, notamment du Niger, du Burkina Faso et du Ghana. 

### Maladies et parasitage
Le principal frein à l'élevage équin réside dans la présence de la mouche tsé-tsé (ou glossine), vectrice d'une maladie mortelle pour les chevaux, en particulier dans le Sud du pays, près des cocoteraies ou des zones forestières. D'autres insectes, notamment les Tabanidae, provoquent des trypanosomiases. 
Des tentatives d'immunisation des chevaux et des ânes ouest-africains sont menées durant les années 1900. En particulier, jusqu'en 1909, un service d'assistance technique internationale de l'université Tuskegee en Alabama (États-Unis) tente d'implanter le cheval au Togo en raison de sa valeur comme animal de travail ; à cette fin, il préconise, durant le jour, d'habiller les chevaux « de quelque chose qui les protège », ajoutant que « le prix du cheval étant de 60, 70 ou 80 Marks, en supposant que le cheval vive et travaille seulement 60 jours », l'usage d'un cheval au labour sera plus rentable que le versement d'un salaire journalier à des travailleurs locaux.
En 1991, le Dr vétérinaire Donguila Belei consacre sa thèse aux parasitoses et infections touchant les chevaux du Togo. L'incidence de la trypanosomiase tend à diminuer grâce aux programmes d'éradication des insectes vecteurs, qui infectent aussi le bétail bovin. Les races de chevaux locales y sont plus résistantes que les importées. Deux formes sont connues chez les chevaux togolais : la nagana (causée par Trypanosoma brucei) et la dourine (causée par Trypanosoma equiperdum). Des babésioses ont aussi été observées dans les écuries togolaises. La peste équine de type 9 serait aussi observée, principalement dans les régions des savanes et de la Kara, faisant du Togo un foyer équipestique. Le pays n'est en revanche pas touché par l'Anémie infectieuse équine. Aucune mesure de protection particulière contre les maladies contagieuses et les parasites n'avait encore été mise en œuvre. 
Le statut des zoonoses touchant le cheval au Togo reste méconnu. Le Togo fait partie des foyers de lymphangite épizootique durant la saison des pluies, les animaux tombant malades et devenant contagieux s'ils ont des plaies.

## Culture
Le cheval revêtait jadis une importance de premier plan dans la société togolaise, en tant qu'« animal sacré et mythologique » et symbole d'honneur, et n'était pas exploité à des fins économiques. 
D'après le politologue spécialiste du Togo Comi M. Toulabor, une queue de cheval, lorsqu'elle est détenue par une importante personnalité religieuse ou politique, a une signification occulte ou symbolique dans les sociétés coutumières togolaises, en tant qu'objet destiné à écarter les forces occultes néfastes. Hugo Zöller décrit dans la ville de Bè (connue pour ses féticheurs), en 1884, un culte rendu à Njikpla, dieu de l'étoile filante et de la guerre et plus important des dieux secondaires, représenté assis à cheval et vêtu à l'européenne. Il signale aussi l'omniprésence de dessins d'animaux à la peinture vive sur les habitations togolaises, la plupart représentant d'après lui un cheval stylisé, ce qu'il explique par le fait que « le cheval [est], parmi tous nos animaux domestiques, celui qui en impose le plus aux Noirs, pour la bonne raison qu’il est très rare ici ». 
Dans les contes et mythes du Togo compilés par Gerhard Prilop, Yao l'orphelin choisit un cheval blanc qui a galopé jusqu'à sept collines avant de revenir vers lui, et qui l'aide ensuite dans ses aventures. Dans le conte de Halasiba, ce dernier, s'étant fait un peu de fortune, achète un cheval blanc pour le sacrifier : le ciel s'illumine la nuit grâce à la queue de ce cheval blanc sacrifié, qui s'est transformée en constellation. Le quartier de Gkolonghioro à Agbandi (Diguina), dont le nom signifie « sous le karité », aurait été fondé par un éleveur de bovins, Agbaniwul, à l'endroit où il attacha son cheval.
Le statut honorifique du cheval tend à s'amoindrir, du fait de sa possession par des cultivateurs ruraux, et de son exploitation à des fins économiques. Les membres des chevaux togolais modernes sont souvent teintés au henné.